# Étupes
Étupes is een gemeente in het Franse departement Doubs (regio Bourgogne-Franche-Comté). De plaats maakt deel uit van het arrondissement Montbéliard. Étupes telde op 1 januari 2022 3.711 inwoners.

## Geografie
De oppervlakte van Étupes bedraagt 9,87 vierkante kilometer; de bevolkingsdichtheid is 377 inwoners per km² (per 1 januari 2019).
De onderstaande kaart toont de ligging van Étupes met de belangrijkste infrastructuur en aangrenzende gemeenten.

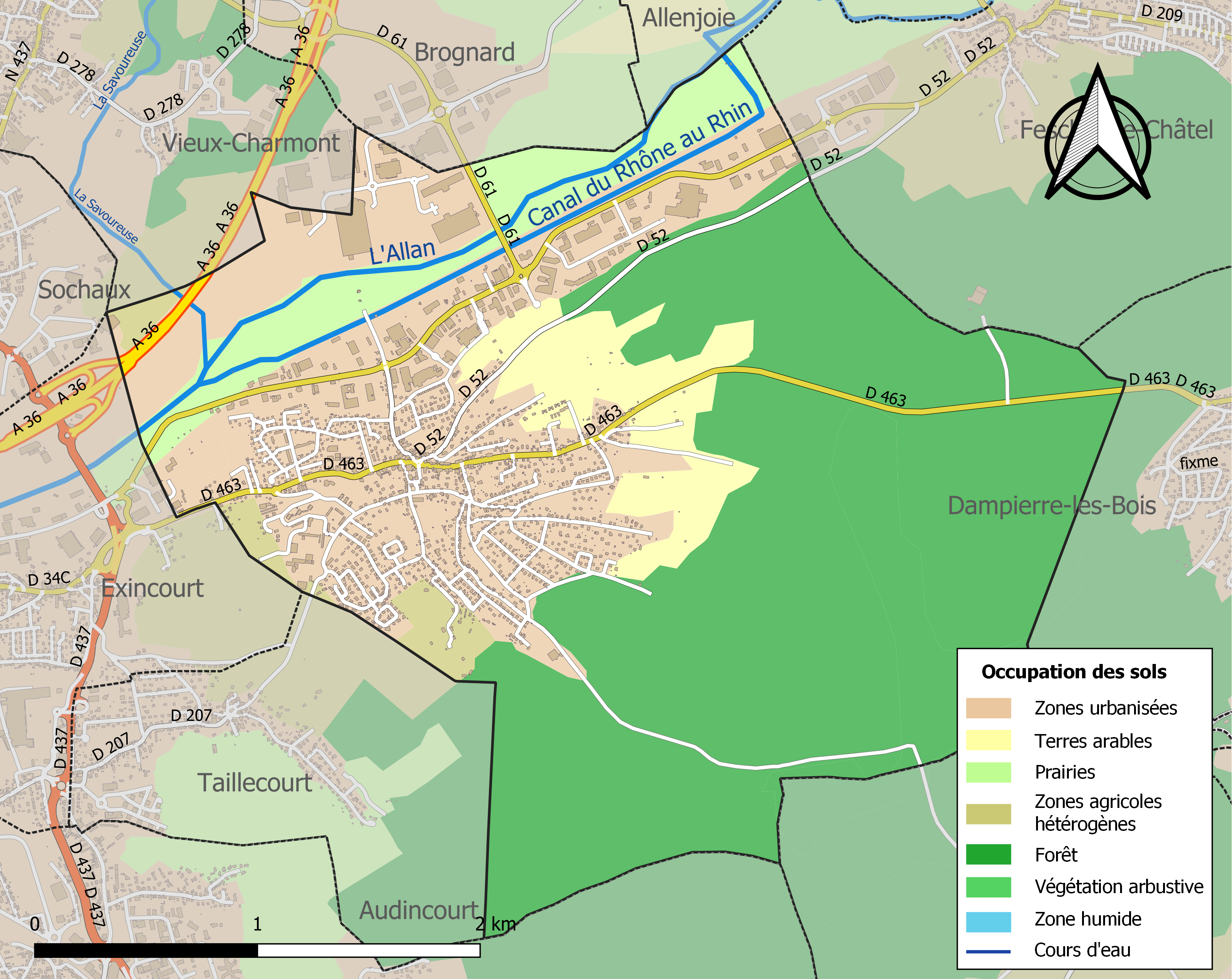

## Demografie
Onderstaande figuur toont het verloop van het inwonertal (bron: INSEE-tellingen).